# الاختبار الدولي لإتقان الإنجليزية

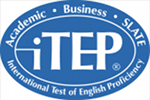
iTEP logo

الاختبار الدولي لإتقان الإنجليزية  أو iTEP هو وسيلة لتقييم المستوى اللغوي الإنجليزي لغير الناطقين باللغة الإنجليزية. يعتبر هذا الامتحان من أكثر الامتحانات شيوعا في العالم، فإنه معتمد من قبل أكثر من 600 مؤسسة  من ضمنها جامعة ولاية كاليفورنيا الأمريكية  ويوجد هذا الامتحان في أكثر من 30 دولة، ويستخدم أيضا من قبل الشركات والحكومات مثل المملكة العربية السعودية، كولومبيا، المكسيك، الصين، الهند واليابان.
iTEP ماركة مسجلة لشركة بوستن للخدمات التعليمية التي تأسست في عام 2002 من قبل الرئيس السابق لمعهد (ELS) لتدريس اللغة الإنجليزية السيد بيري ايكنس ”Perry Akins“ وشريكه رجل العمال السيد شريف عسيران. تم تطبيق هذا الامتحان لأول مرة في عام 2008 ولاقى نجاحاً باهراً.

## نماذج صيغة الامتحان
توجد عدة صيغ لهذا الامتحان؛ تشمل: (iTEP Core) المحدود، هذا الامتحان يؤخذ عن طريق الكنتركنت ولمدة 50 دقيقة ليشمل القراءة وقواعد اللغة الإنجليزية والاستماع، يمكن الحصول على النتيجة النهائية فورياً بعد انتهاء الامتحان. (iTEP Plus) الشامل، يستمر لمدة 90 دقيقة ويشمل الكتابة والمحادثة بالإضافة إلى محتويات iTEP المحدود، تأخذ مدة تصحيح هذا الامتحان خمسة أيام. تكلفة الامتحان 89 دولار أمريكي. يمكن الحجز لأخذ الامتحان قبل 3 أيام. كل هذه الميزات تجعل iTEP أكثر شيوعاّ واقل كلفة من بقية الامتحانات مثل (التوفل وIELTS).
هنالك ثلاث استعمالات (iTEP):
iTEP الأكاديمي ويستعمل من قبل الجامعات، معاهد اللغة والمعاهد الأكاديمية.
iTEP الأعمال ويستعمل لقياس المهارات اللغوية الإنجليزية اللازمة لبيئة العمل، ويتم أستخدامه من قبل الشركات لفحص التوظيفات الجديدة وتقييم برامج تعليم اللغة الإنجليزية.
iTEP المدارس الثانوية ويستخدم لقياس مستوى طلاب الثانوية والمتوسطة.

## تقييم الأمتحان
iTEP يقيم مستوى الطالب على مقياس 1-6 (وبفارق قيمته 0.5) لكل جزء من الأمتحان وكذلك للدرجة النهائية. وكل مستوى يقارن بمقاييس تابعة لنظام الأمتحانات الأخرى.

## وصلات خارجية
- iTEP الموقع الرسمي البرنامج BES
- موقع ويكيبيديا الإنجليزية iTEP
- موقع ويكيبيديا الإسبانية iTEP